# Локалитет Ланиште у селу Корлаће код Рашке
Локалитет Ланиште у селу Корлаће код Рашке је под заштитом Завода за заштиту споменика културе Краљево. С обзиром да представља значајну историјску грађевину, проглашен је непокретним културним добром Републике Србије.
Велики број налаза са овог локалитета је изложено у склопу сталне поставке Народног музеја Краљево.

## Историјат
Ланиште се налази у селу Корлаће на потесу Луг у близини насеља Баљевац. Археолошко налазиште се простире на ниској речној тераси на десној страни Ибра. Локалитет су открили мештани 1971. године, ископавајући земљу за циглу. Наредне године Завод за заштиту споменика из Краљева спровео је прва истраживања овог локалитета. Према истоку Ланиште је ограничено насипом за железничку пругу. Археолошко налазиште представља земљиште које се интензивно обрађује, а на њему је истражена некропола за коју је утврђено да је настајала у периоду од 2. до 4. века. Током првих истраживања седамдесетих година откривена су четири гроба, а у три од та четири гроба су пронађени и гробни прилози, углавном украсни делови одеће и накит. Они су датовани у 4. век. У четвртом гробу, који је и најбоље очуван, пронађени су и новац и керамички материјал. Недостају луксузни предмети, израђени од племенитих материјала. Униформност у начину израде предмета указује на постојање локалних радионица за њихову израду, које су своје предмете правиле по узору на увезене примерке. У овим, прво откривеним гробовима су сахрањени староседеоци романизовани крајем 3. и у 4. веку, који су живели у рударском насељу у близини. При анализи нађеног материјала, приметни су и извесни готски утицаји, нпр. обликовање трна на алкама бронзаних пређица у виду животињске главе. Ово међутим није довољан доказ о промени етничког састава становништва у овом периоду.
Каснијим истраживањима Ланишта, извршеним почетком 21. века, на свега 80 метара квадратних откривено је укупно 14 гробова. Некропола је формирана на редове, са размаком од 1,5 до 2 метра између редова. Покојници су сахрањивани у дрвене ковчеге. Гробови су оријентисани у правцу северозапад-југоисток. Током 2002. године пронађени су и први гробови са кремацијом. У гробним јамама су откривени предмети карактеристични за 2. век. Међу њима је бронзани ас Марка Аурелија и квадранс из доба Трајана. Присуство Трајановог квадранса сведочи о вези рудоносних подручја са Римом и о присуству званичних службеника Царства на овом подручју, чија је делатност била повезана са фискалним и царинским пословима везаним за рударство. По карактеристикама укопи са спаљеним остацима подсећају на рани облик гробова староседелачког становништва у Улпијани, Доклеји, Малој Копашници и Домавији. Дакле, захваљујући новијим истраживањима и новцу пронађеном на Ланишту може се закључити да постоји и ранији слој некрополе, односно да је ова некропола коришћена за сахрањивање у периоду од 2. до 4. века. Гробови са кремацијом припадају старијим слоју и потичу из 2. века, а они у којима су покојници инхумирани припадају 4. веку.
Анализом посмртних остатака у 14 пронађених гробова утврђено је да три скелета припадају деци, један субадулту женског пола, четири тројици одраслих мушкараца и три одраслим женама. Поред њих, ту су и фрагменти скелета из девастираних укопа. За остале скелете није било могуће утврдити пол, али се тај закључак може извести на основу гробних прилога: у гробовима особа женског пола пронађен је накит, па је вероватно да су гробни прилози у виду пехара, чаша и новца били похрањени у гробовима мушкараца. Ентезопатије указују на наглашену физичку активност током живота, што је вероватно било у вези са радом у рудницима на Копаонику, активним у времену из ког потиче овај локалитет. Анализа зуба указује на лоше дентално здравље свих индивидуа, што је довело и до антеморталног губитка зуба.
Саставни део локалитета је и објекат танких зидова и димензија 2,2х0,8 метара. Претпоставља се да је ово била керамичка пећ. На уништеном делу некрополе (некропола је оштећена током њеног откривања 1971. године) пронађено је више тзв. случајних налаза: наруквица, украсних и функционалних делова одеће (од бронзе), лончића, шоља, посуда и здела (од печене земље). Ова некропола сведочи о насељености долине ибарске комуникације (пута кроз Ибарску котлину) у време позне антике. Са друге стране, карактер евентуалне насеобине у близини некрополе Ланиште још увек није познат, то јест неопходно је извршити даља истраживања. У сваком случају долина Ибра и Копаоник су били значајна рударска област у касној антици. Економски просперитет захваљујући рударству се огледа по комадима накита и појасним копчама који су се налазили на покојницима у тренутку сахране, што се највише примећује у групи гробова са врло богатим гробним инвентаром, који чине између осталог и луксузни примерци накита, а пре свега златне и коштане огрлице уз прилог сликаног крчага врло кавлитетне израде. Са друге стране, одсуство луксузних материјала у гробовима који потичу из 4. века, одржава време економске немоћи и кризе, која је захватила простор Римског царства у његовом позном периоду.
У централни регистар овај локалитет је уписан 10. априла 2018. под бројем АН 192, а у регистар Завода за заштиту споменика културе Краљево 23. марта 2018. под бројем АН 34.